# Here to Stay (canción de Korn)
«Here to Stay» es una canción ganadora del Grammy de la banda estadounidense de nu metal Korn que aparece en el quinto álbum de estudio de la banda, Untouchables, como la canción de apertura del álbum. Fue lanzado como el primer sencillo del álbum en junio de 2002. La canción ganó el Premio Grammy 2003 por Mejor interpretación de metal, así como también ganó un premio por Mejor video internacional en MuchMusic en 2002. También fue nominado para Mejor video de rock en el 2002. MTV Video Music Awards y Mejor Single en 2002 Kerrang! Premios.

## Video musical
El video musical, dirigido por The Hughes Brothers tuvo mucho éxito y se transmitió con frecuencia en MTV y MuchMusic en particular, presentando a los miembros de la banda en una pantalla de televisión entre los principales problemas mundiales de la época. El video ganó un premio 2002 de Metal Edge Readers Choice por el video musical del año. La canción se ha convertido en un elemento básico del show en vivo de la banda hasta el día de hoy.
- Datos: Q2262909